# Twinaxialkabel

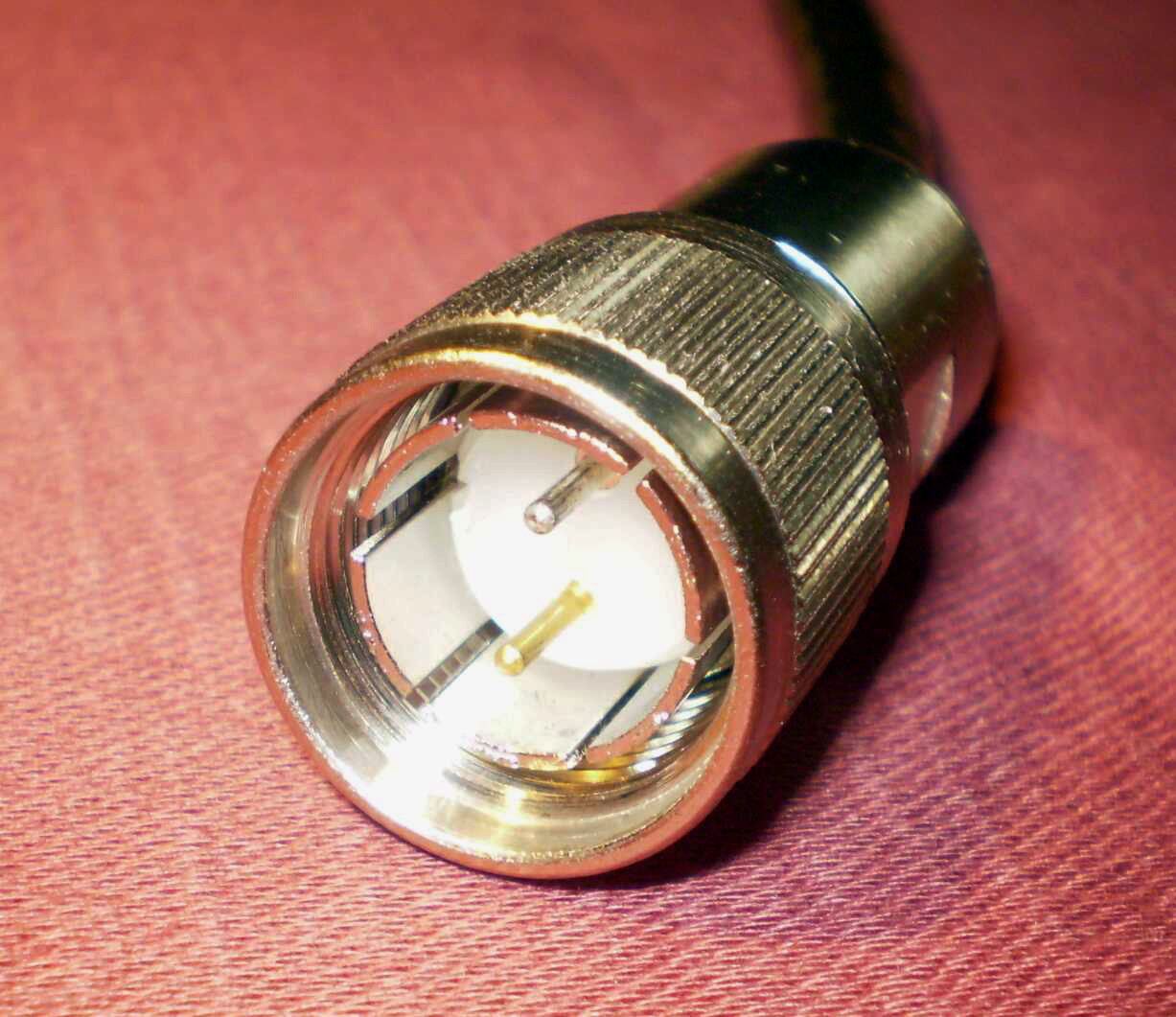
Twinaxstecker

Twinaxialkabel (Twinax-Kabel) bestehen aus einem Paar Kupferadern (Innenleiter) in einem Dielektrikum und einer Schirmung mit einem definierten Leitungswellenwiderstand. Twinaxialkabel werden unter anderem in der Computertechnik für Hochgeschwindigkeitsübertragungen mittels symmetrischen Signalen verwendet.

## Historie
Twinaxkabel wurden von IBM für die IBM 5250-Terminals und -Drucker zur Anbindung an IBM Midrange Hosts (AS/400, S/38, S/36) genutzt. Die Datenübertragung erfolgt in Halbduplex bei 1 Mbit/s, über ein einzelnes geschirmtes Twinaxialkabel mit einem Leitungswellenwiderstand von 110 Ω Twisted-Pair-Kabel.
Durchgehende Twinaxkabel in dieser Konfiguration können bis zu einer Distanz von 1,6 km eingesetzt werden. Twinax ist eine Bustopologie, welche eine Leitungsabschluss benötigt. Die meisten Twinax-T-Verbinder verfügen über eine automatische Terminierung. Für die Gebäudeverkabelung wird heute meist Twisted-Pair-Kabel der Kategorie 3 oder höher genutzt. Baluns wandeln Twinax zu Twisted Pair. Hubs können eine Bustopologie in eine Sterntopologie überführen.
Twinax wurde als Ersatz für serielle Terminals über RS-232 entwickelt. Der Hauptvorteil ist die hohe Geschwindigkeit (1 Mbit/s gegenüber 9600 bit/s) und mehrere adressierbare Endgeräte je Verbindung. Der Nachteil besteht in der proprietären Twinax-Verkabelung.

## Spätere Entwicklungen

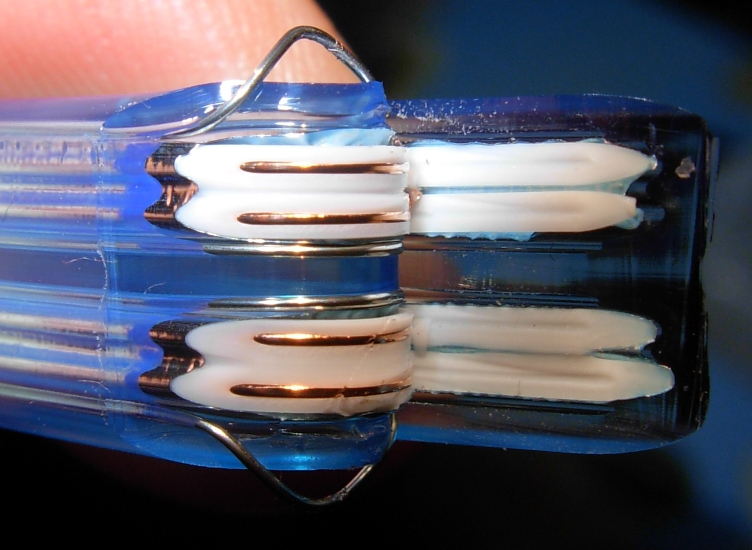
Aufgeschnittes Twinaxialkabel für SATA3 mit zwei Leiterpaaren

Twinaxialkabel finden als Punkt-zu-Punkt-Verbindung für kupferbasierte und serielle Hochgeschwindigkeitsverbindung Anwendung. Auf die jeweilige Anwendung ausgelegt und in der Anzahl abgestimmte Twinaxialkabel finden unter anderem Anwendung bei:
- SATA3, einer Computer-Schnittstelle für den Datenaustausch mit Massenspeichern wie Solid-State-Drives und Festplatten,
- DisplayPort, einer digitalen serielle Computer-Schnittstelle für die Übertragung von digitalen Bild- und Tonsignalen,
- 100 Gigabit Ethernet nach der Spezifikationen 40GBASE-CR4 and 100GBASE-CR10 auf maximal 7 m langen Twinaxialkabeln für Anwendung in der Nahbereichsverkabelung innerhalb eines Schrankes in Rechenzentren.[1]